# 춘추항공

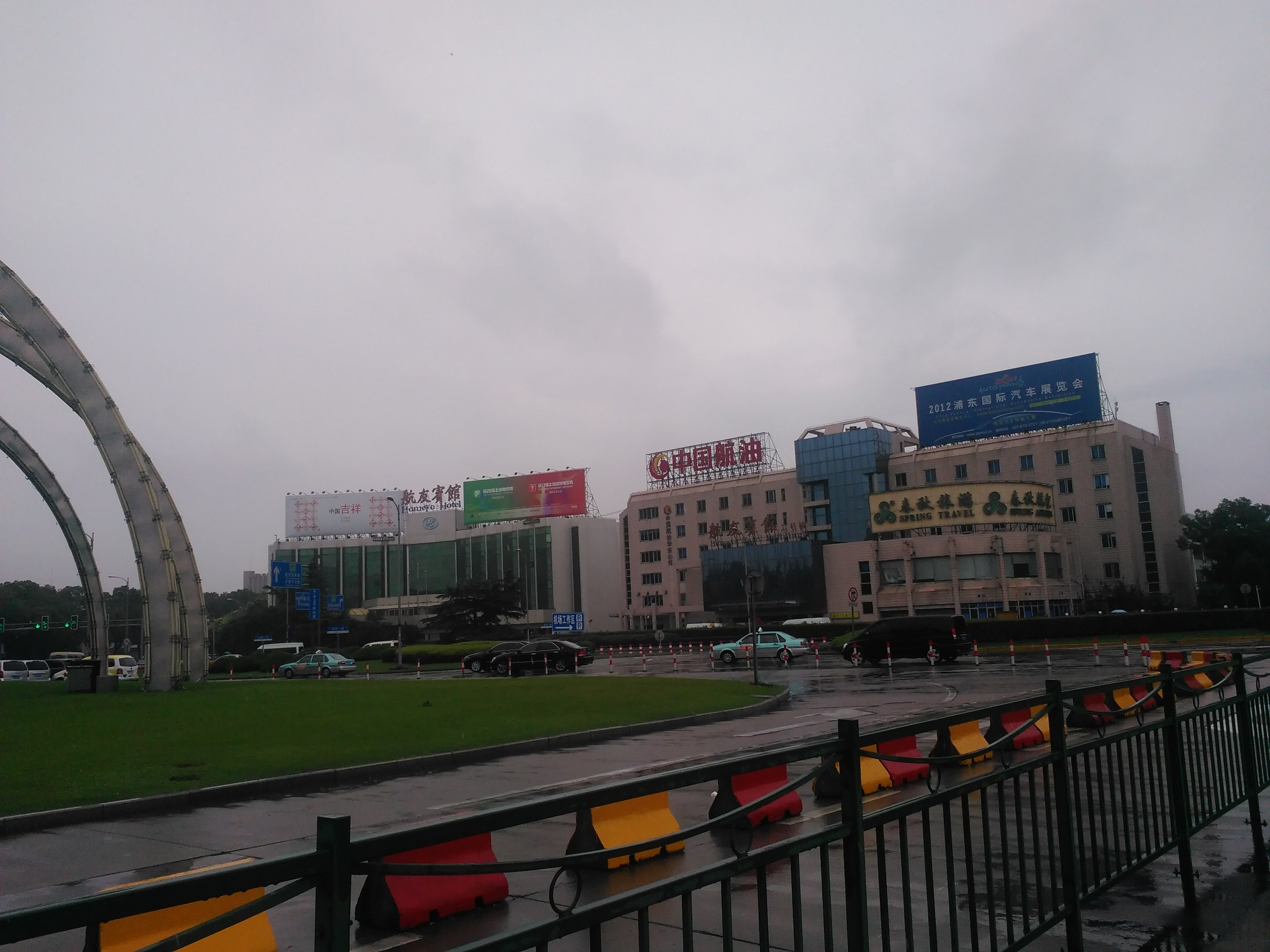
춘추항공의 본사

춘추항공(중국어: 春秋航空) 또는 스프링항공(영어: Spring Airlines)은 2004년에 설립된 중화인민공화국의 최초의 저비용 항공사로 허브 공항은 상하이 푸둥 국제공항과 상하이 홍차오 국제공항으로 본사는 중화인민공화국 상하이에 위치해 있다.

## 역사
- 2004년 5월 26일 : 중국민용항공국의 승인으로 중화인민공화국 최초로 민간 자본계 항공사로 설립
- 2005년 7월 18일 : 취항 시작.
- 2010년 : 최초의 국제선으로 이바라키 노선과 홍콩 사이에 전세기 노선 취항.
- 2011년 : 일본 다카마쓰 사이에 전세기 노선 취항.
- 2012년 1월 18일 : 일본 사가 사이에 전세기 노선 취항.
- 2013년 7월 5일 : 대한민국 제주 - 상하이(푸둥) 사이에 정기 노선 취항.
- 2014년 9월 23일 : 대한민국 인천 - 상하이/스자좡 사이에 정기 노선 취항.

## 운항 노선
- 2017년 1월 현재 춘추항공은 다음과 같은 노선을 운항하고 있다.

## 보유 기종
- 2020년 9월 기준으로 춘추항공은 다음과 같이 보유하고 있다.

## 사진

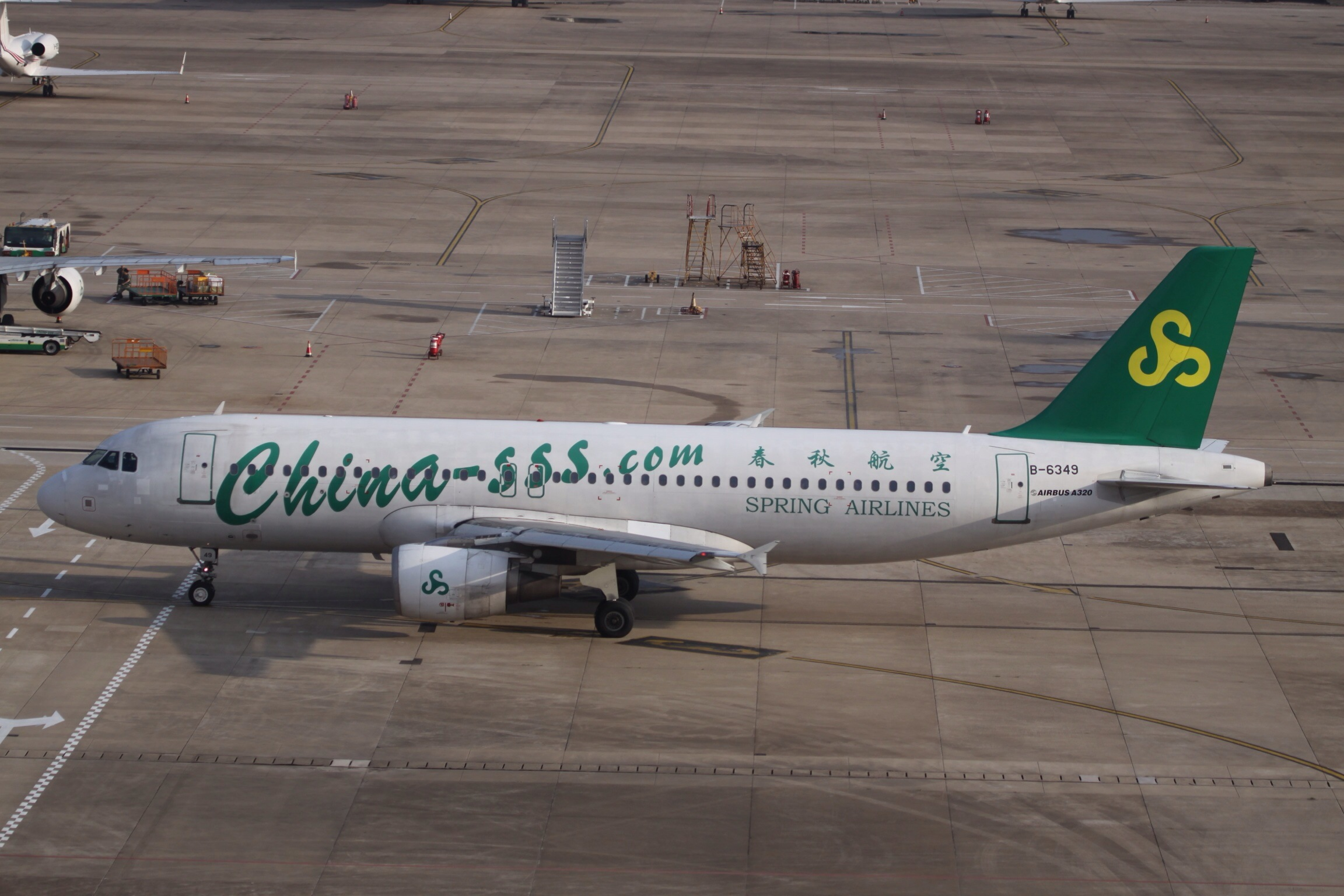
춘추항공의 에어버스 A320-200
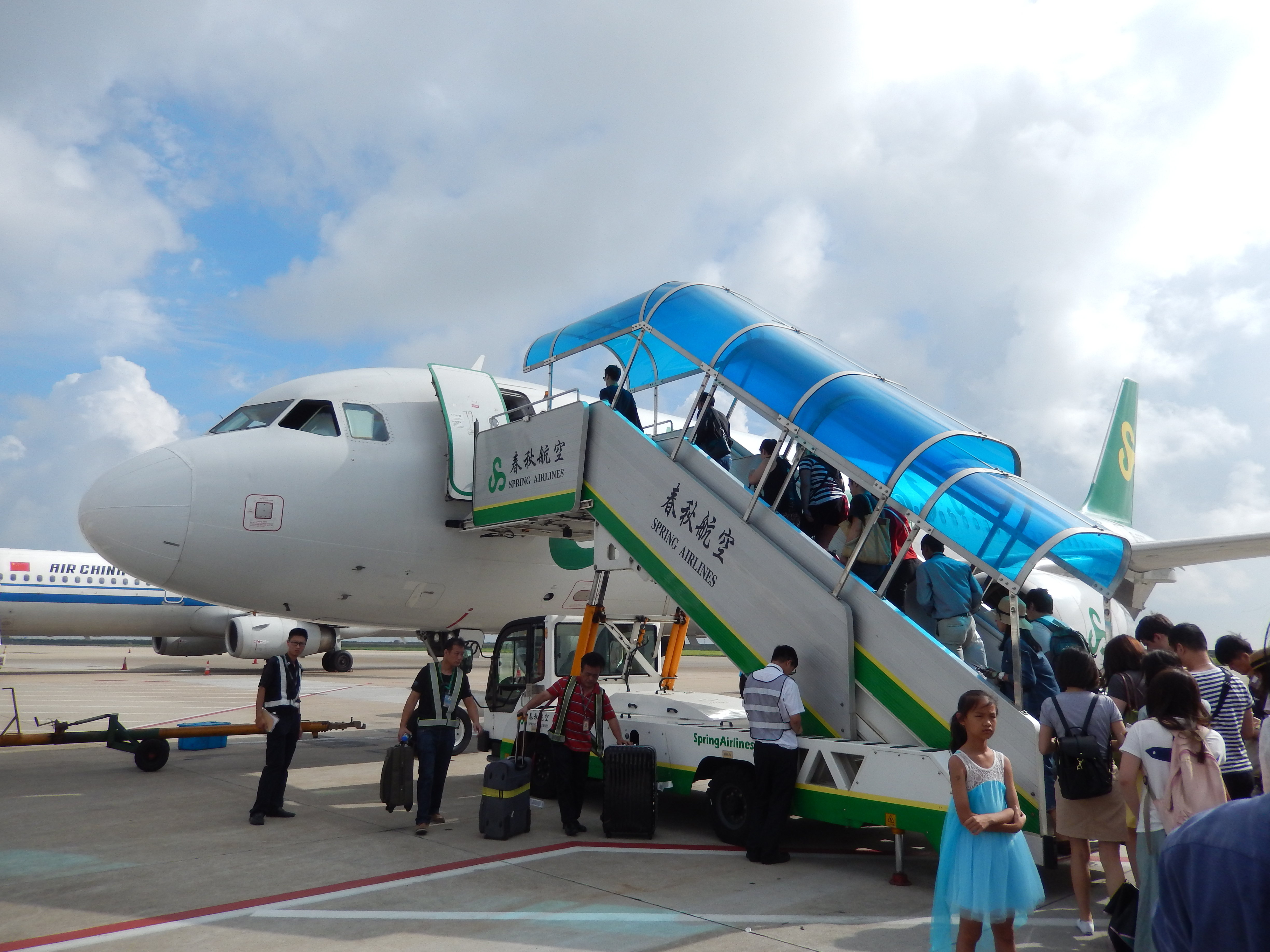
춘추항공의 에어버스 A320-200
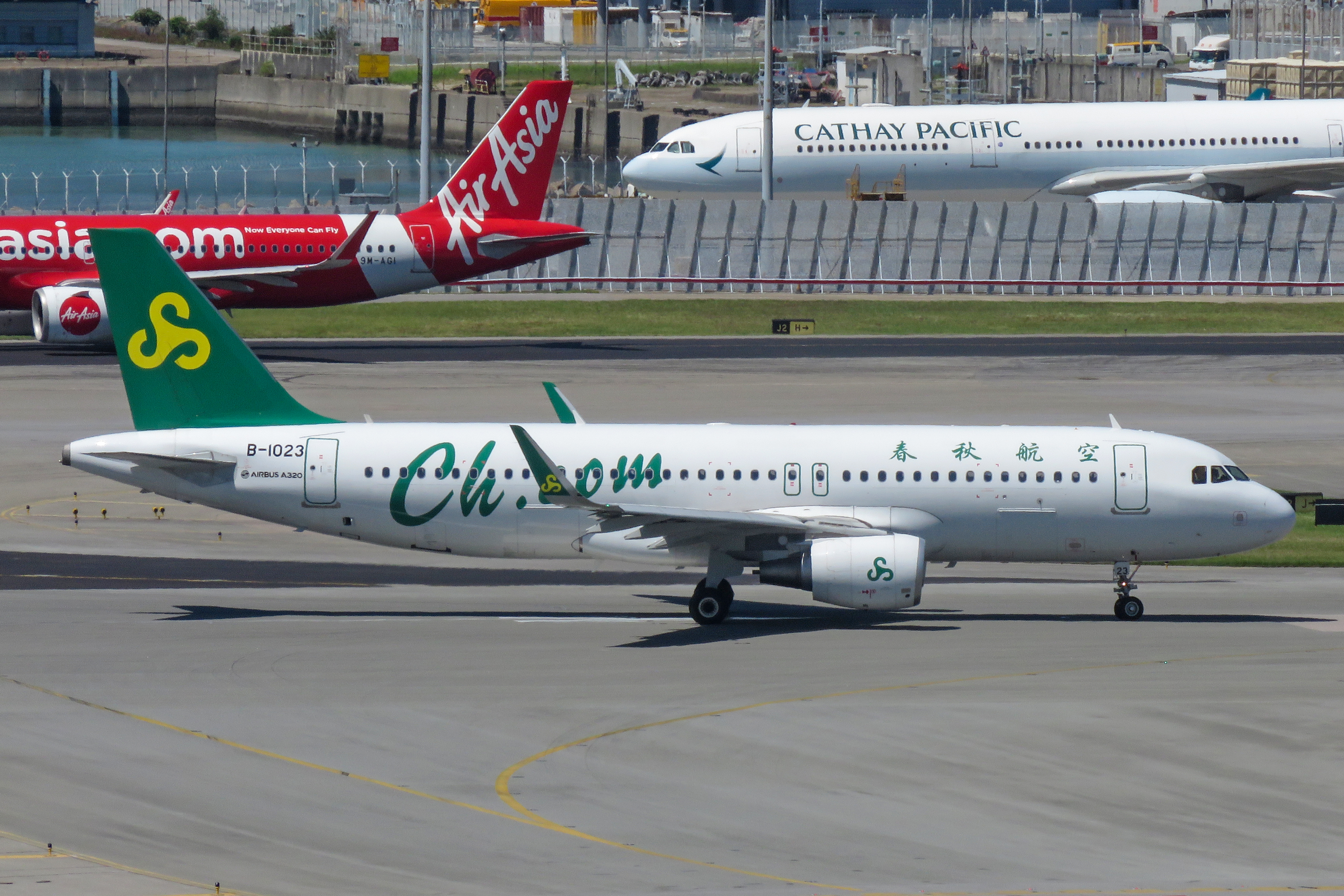
춘추항공의 에어버스 A320-200
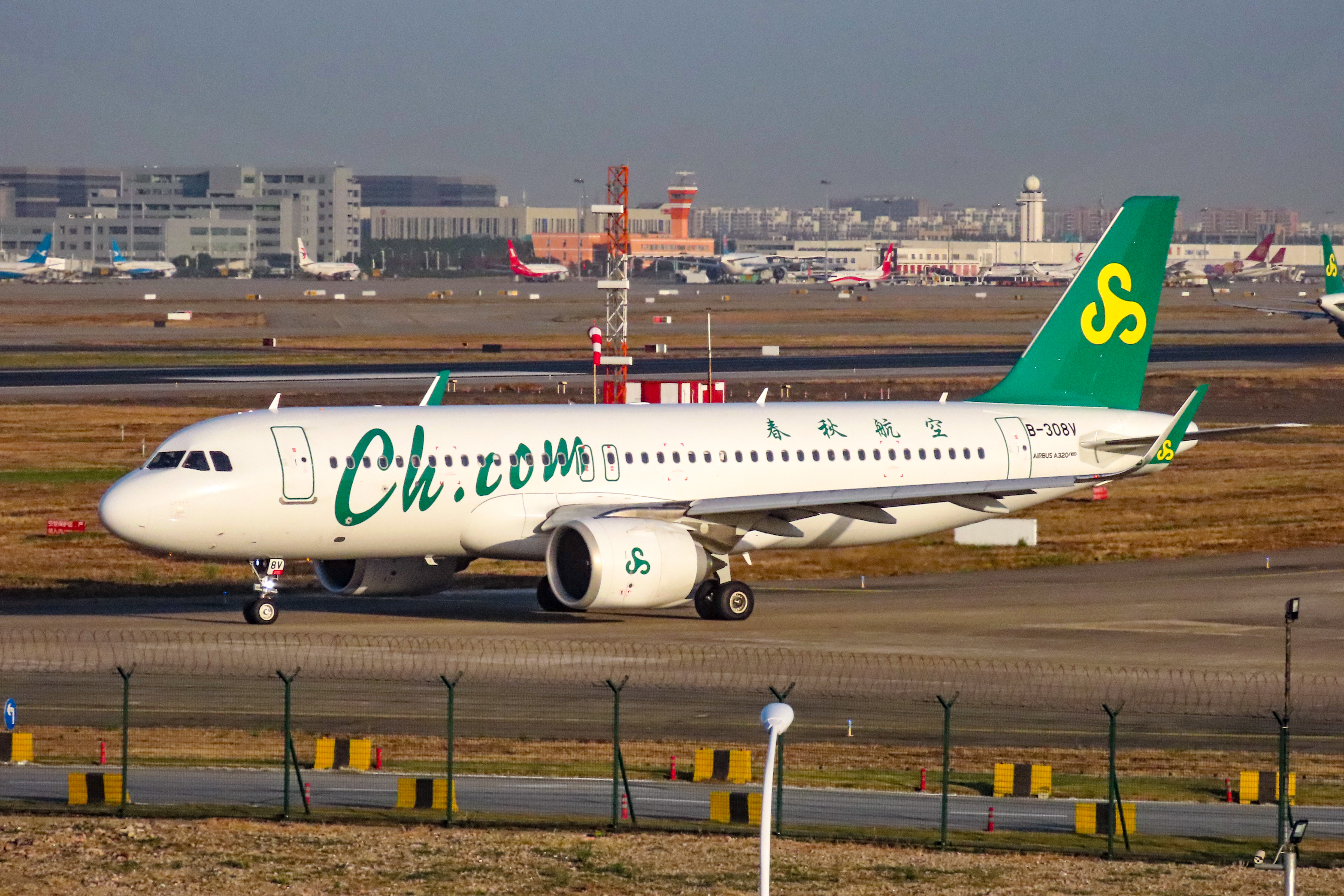
춘추항공의 에어버스 A320neo
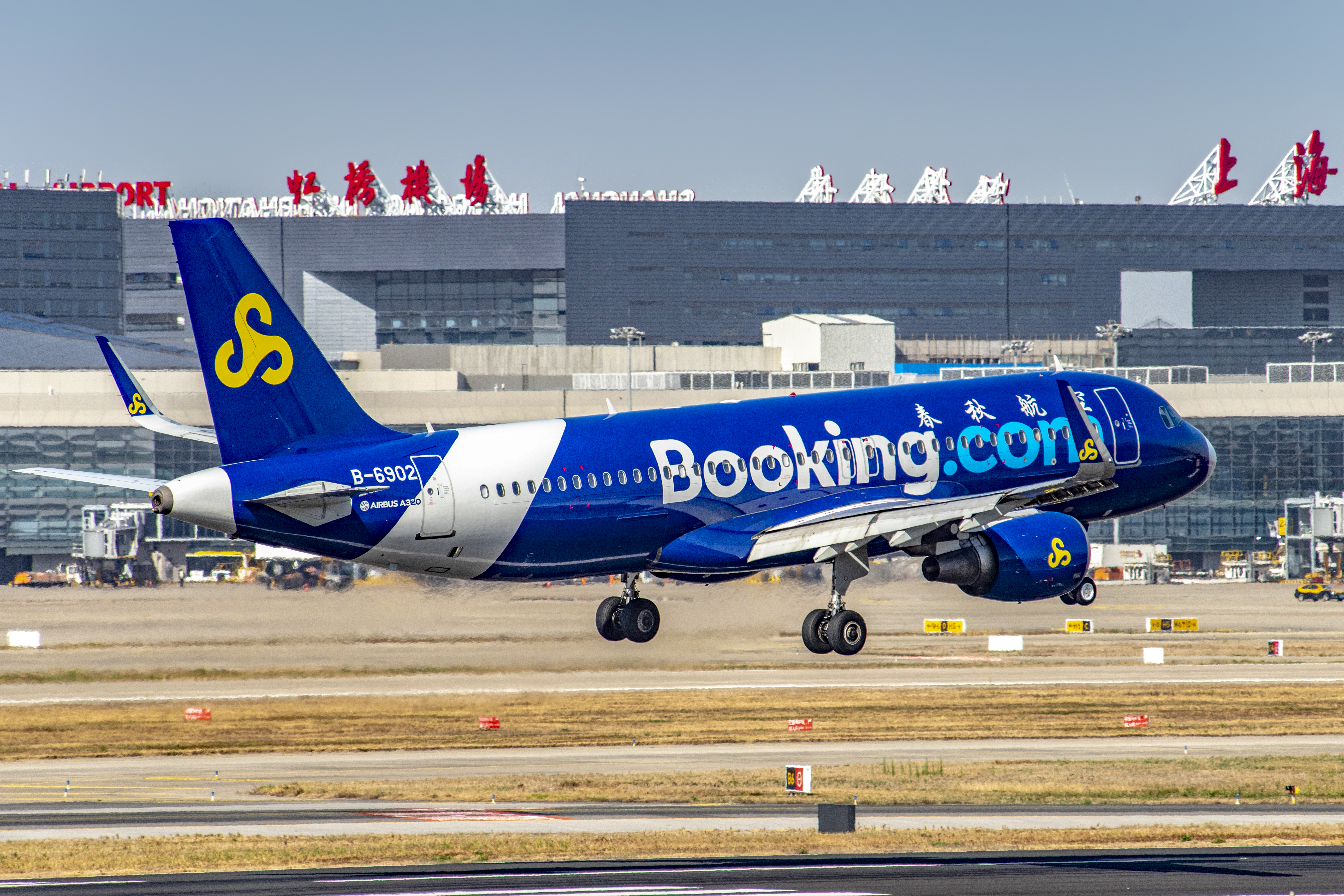
Booking.com을 도장한 춘추항공의 에어버스 A320-200

## 같이 보기
- 일본춘추항공